# Fat binary
Fat binary („tlustá binárka“) je v informatice označení spustitelného souboru, který obsahuje strojový kód pro více instrukčních sad (tj. pro více různých procesorů, resp. více hardwarových platforem). Problematika fat binary je v různých operačních systémech řešena různě. Příslušný binární soubor může vytvořit (vybrat) již instalační program, případně může být jádrem při spuštění programu vybrán (tj. zaveden do operační paměti) jen příslušný úsek spustitelného souboru.